# Sarab
Sarab (en persa: سراب, romanitzat com Sarāb) és una ciutat capital del comtat de Sarab, província d'Azerbaidjan Oriental, Iran. Al cens del 2006 la seva població era de 42.057 habitants repartits en 11.045 famílies.
Sarab és famós per les catifes. De 1747 a 1813, fou la capital del kanat de Sarab.
Sarab es troba a 636 quilòmetres de Teheran, i 130 quilòmetres de Tabriz. Està situada entre les altes muntanyes de Bozquosh i el cim de Sabalan. Té una temperatura molt bona i agradable a l'estiu però molt freda a l'hivern. La ciutat de Sarab és un dels més vells i històrics poblaments de l'Azerbaidjan. Un epigraf que pertany al període d'Urartu ha estat trobat a prop la ciutat. Les muntanyes volcàniques situades al voltant de la ciutat contenen un gran nombre d'aigües de balneari i de corrents. Alguns dels llocs interessants a Sarab són la pedra del'oratori del Epigraf Qirax Qizlar, la pedra del Epigraf de Razliq localitzat a 12 km al nord de la ciutat de Sarab, l'altar del foc (Chahar Taqi) Agmiyan que es localitza al nord-est de la ciutat de Sarab i pertany al període sassànida, el caravanserrall Sara Saein del període safàvida, la vella mesquita de pedra de Jamalabad i Asneq que es localitza a Alan Baraghoush, i pertany al període islàmic primerenc, la mesquita Jami de Sarab que pertany al segle IX de l'hègira i balnearis d'aigües com Allah Hag, Abres i Sarab.

## Catifes
Les catifes de Sarab, classificades també com Heriz, tenen colors lluminosos més que brillants. El gentilici habitual per les catifes "de Sarab" era "Sarab-i", però després fou canviat a "Serapi". El 1876, quan les catifes van arribar al mercat d'Anglaterra, el Príncep de Gal·les va fer un viatge a Índia en el H.M.S. Serapis. La semblança dels noms va portar a la forma "Serapi" per les catifes.